# Coccinelloidea
A katicabogárszerűek (Coccinelloidea) a rovarok (Insecta) osztályába, ezen belül a bogarak (Coleoptera) rendjébe és a mindenevő bogarak (Polyphaga) alrendjébe tartozó öregcsalád.

## Rendszerezés
Az öregcsaládba az alábbi családok tartoznak:
- Akalyptoischiidae (Lord, Hartley, Lawrence, McHugh & Miller, 2010)
- Gömböcálböde-félék (Alexiidae) (Imhoff, 1856)
- Törpeálböde-félék (Anamorphidae) (Strohecker, 1953)
- Lárvarontófélék (Bothrideridae) (Erichson, 1845)
- Kéregbogárfélék (Cerylonidae) (Billberg, 1820)
- Katicabogár-félék (Coccinellidae) (Latreille, 1807)
- Pontbogárfélék (Corylophidae) (LeConte, 1852)
- Discolomatidae (Horn, 1878)
- Álbödefélék (Endomychidae) (Leach, 1815)
- Eupsilobiidae (Casey, 1895)
- Euxestidae (Grouvelle, 1908)
- Pudvabogárfélék (Latridiidae) (Erichson, 1842)
- Murmidiidae (Jacquelin du Val, 1858)
- Törpeálböde-félék (Mycetaeidae) (Jacquelin du Val, 1857)
- Humuszbogárfélék (Teredidae) (Seidlitz, 1888)

## Képek

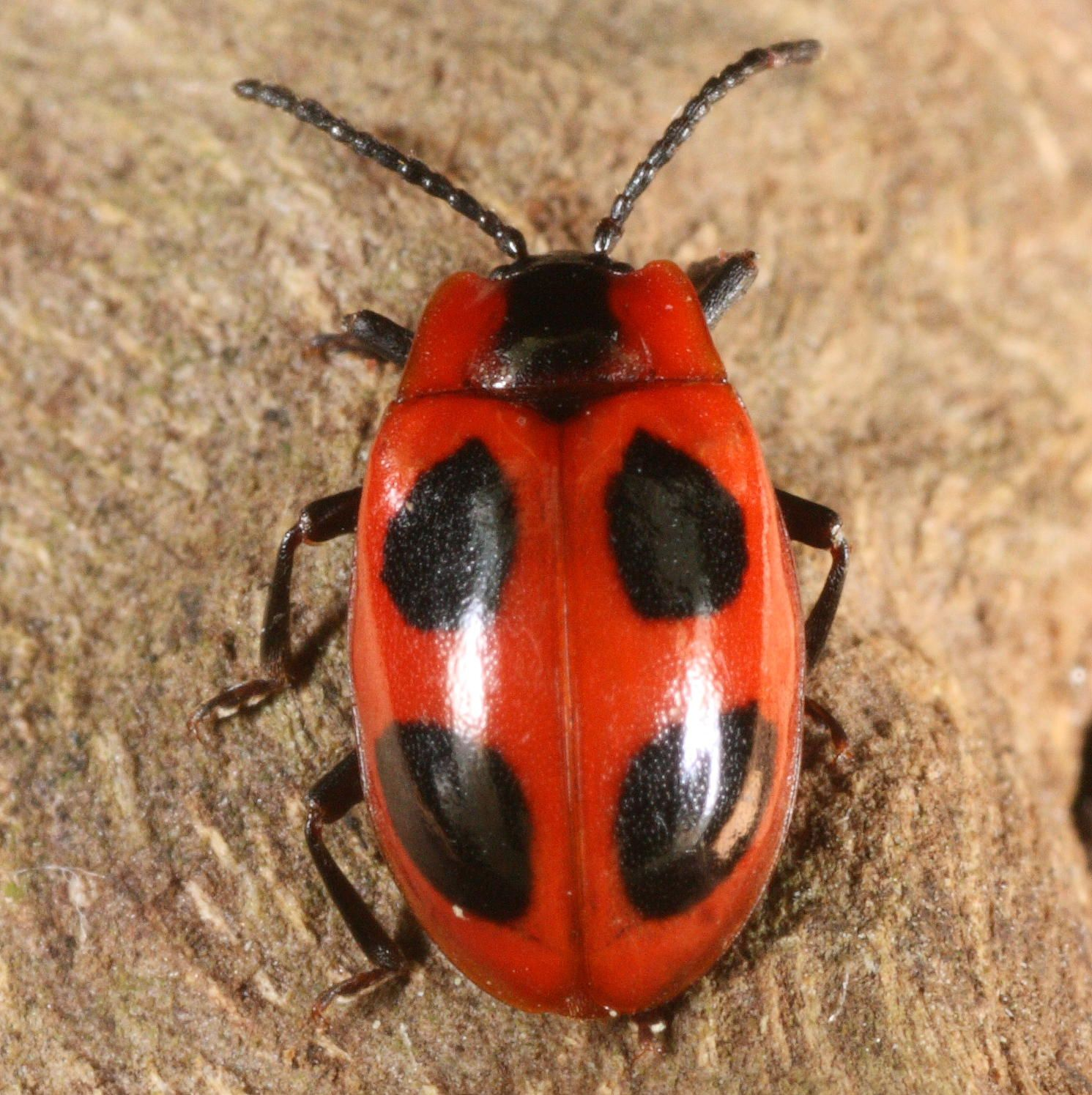
Négypettyes álböde (Endomychus coccineus) Álbödefélék (Endomychidae)
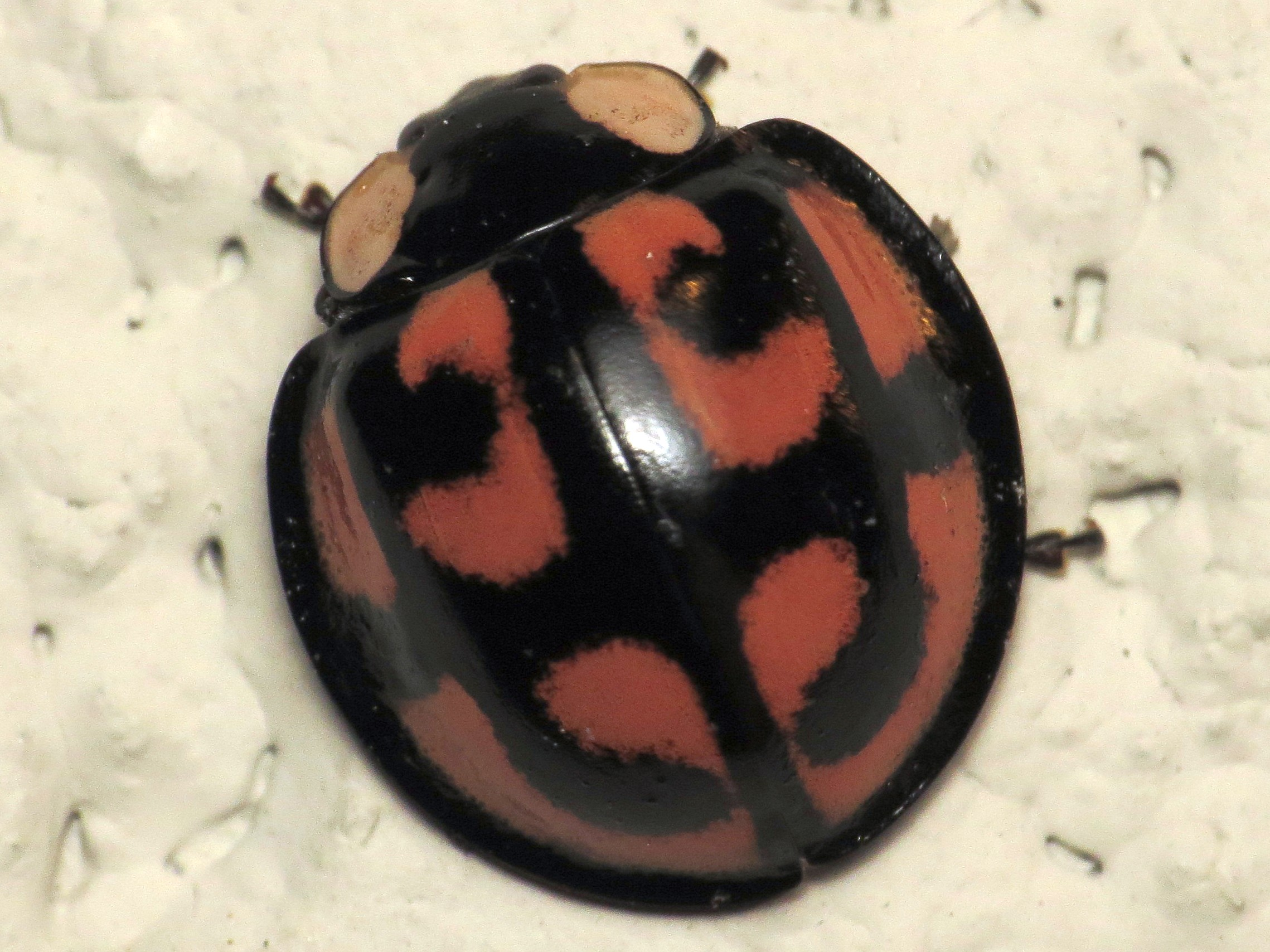
Aiolocaria hexaspilota Dél-Koreából Katicabogár-félék (Coccinellidae)
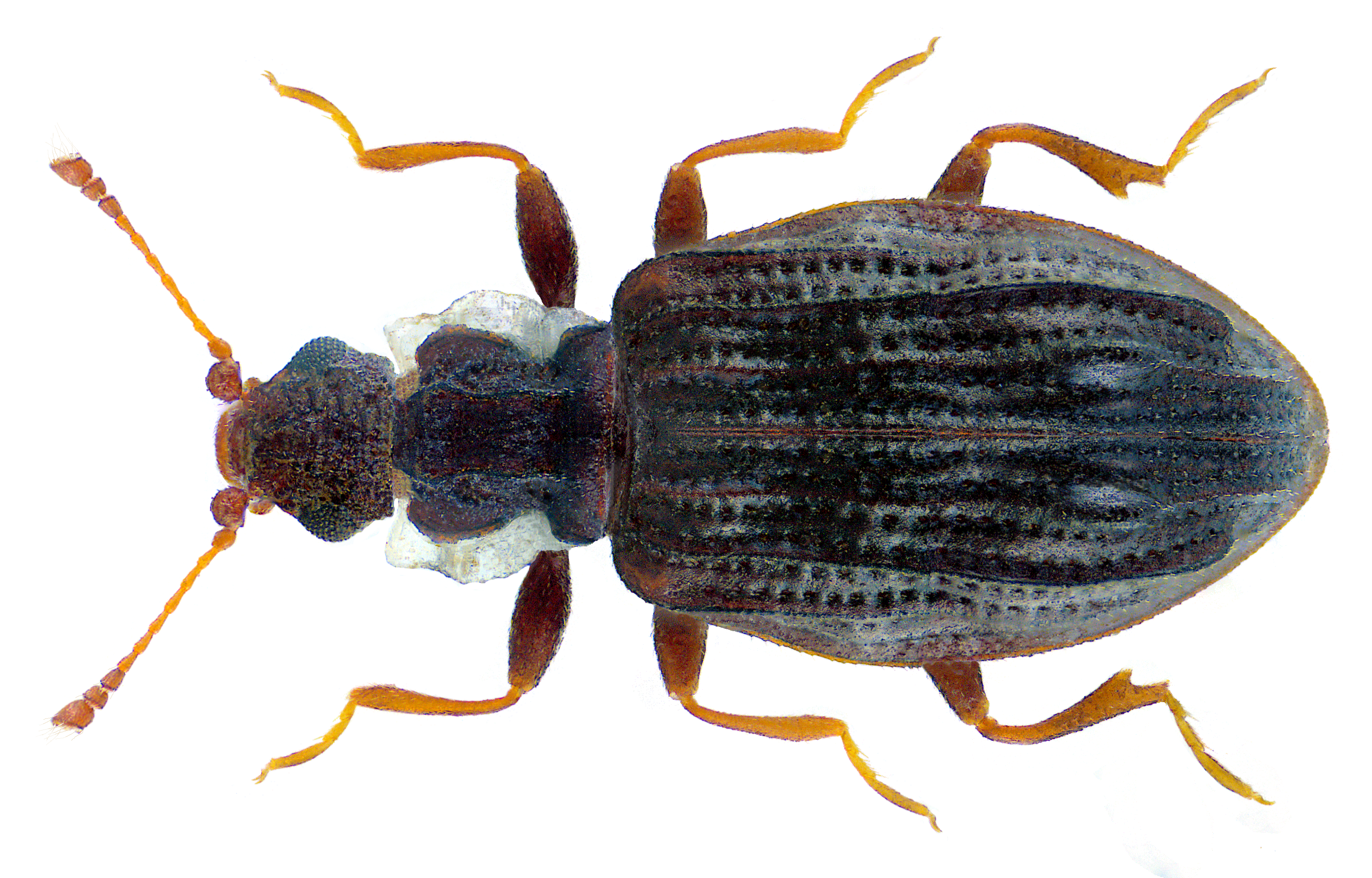
Bibircses pudvabogár (Cartodere nodifer) Pudvabogárfélék
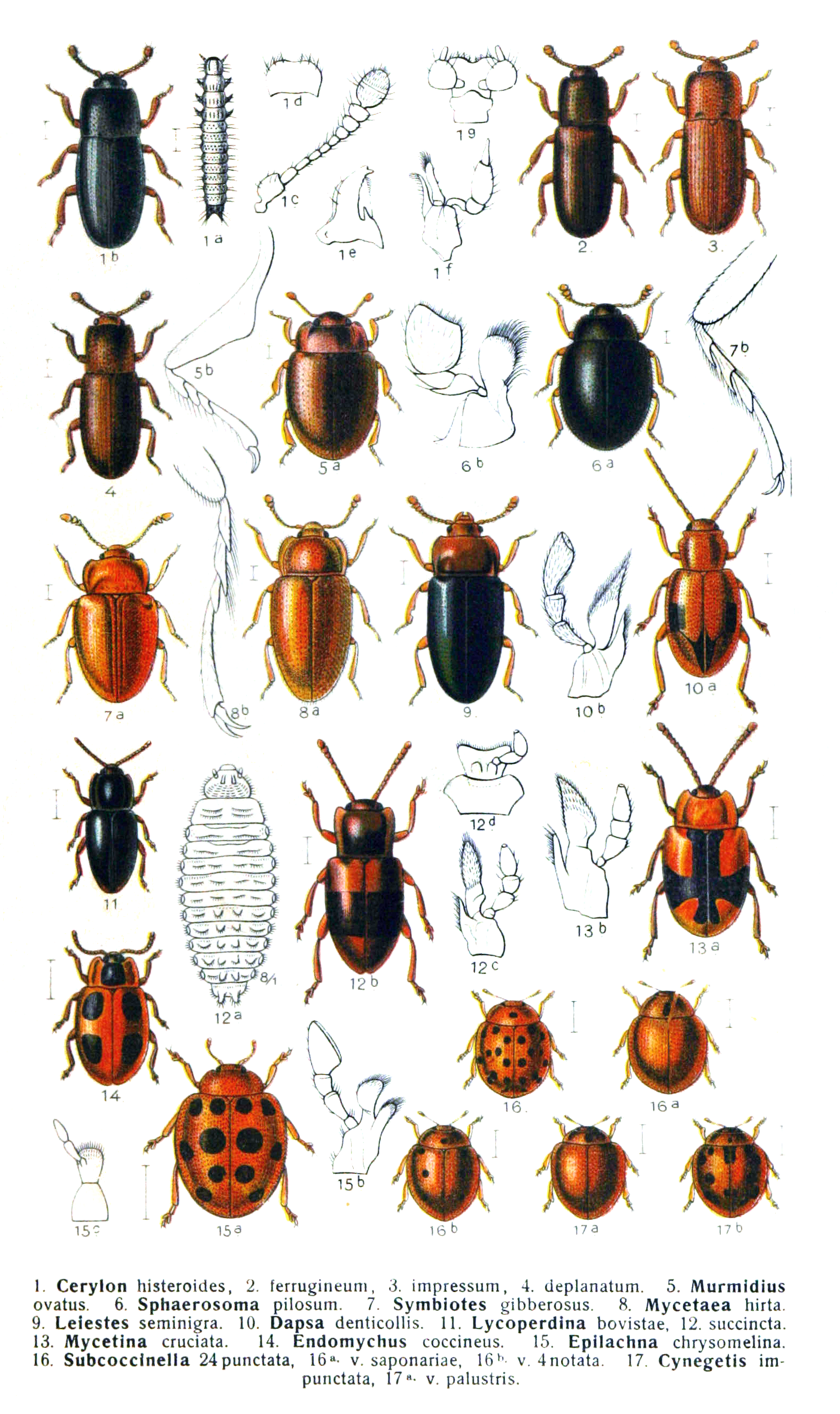
Katicabogár-szerűek Edmund Reitter (1911) Fauna Germanica című művéből